# 平岡 (伊予市)
平岡（ひらおか）は、愛媛県伊予市にある地名。四国山地北側の山腹に位置する農山村。郵便番号は799-3132。人口14人の小規模集落である。

## 地理

### 位置・地形
愛媛県伊予市の南部、愛媛県の中部と南部を地形的に隔てる犬寄峠（国道56号が通っているが当地は通過しない）の松山方面からの上り坂の東側、標高300mほどの東側山腹の概ね南側に向かった山肌の地域。民家が点在し、集会所周辺を除き集落を形成するには至っていない。北に下唐川、南は佐礼谷に接する。旧伊予市時期は南端に位置した（2005年に平成の合併により伊予市域が旧中山町域も含め拡大した結果現在は最南端ではなくなっている）。
中央構造線の上に位置し、露頭がみられる。

## 社会

### 歴史
当地近辺には中世の山城跡が点在しており、当地域にも山上に釜野城（別名・平岡城）の城跡が残されているものの、後年の砕石事業等により荒廃している。
明治期には南に接する佐礼谷と一つの村を形成しており、昭和30年代まで一体であったほど結びつきが強かったが、佐礼谷村が1955年（昭和30年）2月1日中山町と合併（形としては新設合併）し、当地も中山町の一部となったものの、交通事情の変化もあり1958年（昭和33年）11月1日に境界変更にて（旧）伊予市の一部となった。

### 地域
2020年現在　人口14人（男6、女8）、世帯数9。
伊予市に組み入れられてからは「大字」は付けない。

### 産業・経済
農山村であり、主な産業は柑橘類やビワの栽培や林業。またその立地ゆえ商店等も存在していない。

### 教育
小規模な集落のため小中学校とも地域内にない。
- 小学校区 - 伊予市立南山崎小学校。当地からみれば山をおりた谷あいにある。[4]。
- 中学校区 - 伊予市立南山崎中学校であったが、南山崎中学校が統合された1967年（昭和42年）4月からは伊予市郡中にある伊予市立港南中学校の通学区域となっている。

いずれも昭和33年の伊予市への区域変更以降。

## 交通
元来交通の便はよくない。愛媛県の南部を縦貫する国道56号に出るには大平（おおひら）まで坂道を下る必要がある。
- 県道225号中山伊予線が山肌を縫うように曲線を描きつつ地域内を走っている。
- バス路線等はない。

## 施設
集会所以外の公共施設はほとんどない。